# Lista de deputados estaduais do Amazonas da 12.ª legislatura
Essa é uma lista de deputados estaduais do Amazonas eleitos para o período 1991-1995. Foram 24 eleitos.

## Composição das bancadas
| Partido | Líder                    | Bancada | Posição  |
| ------- | ------------------------ | ------- | -------- |
| PDC     | Darcy Humberto Michiles  | 7 / 24  | Governo  |
| PFL     | Belarmino Lins           | 4 / 24  | Governo  |
| PMDB    | Betty Suely Lopes        | 4 / 24  | Governo  |
| PSDB    | Edvar Martins            | 3 / 24  | Oposição |
| PL      | José Ribamar de Araújo   | 2 / 24  | Governo  |
| PCdoB   | Eron Bezerra             | 1 / 24  | Oposição |
| PST     | Miquéias Fernandes       | 1 / 24  | Oposição |
| PT      | Sebastião Nunes          | 1 / 24  | Oposição |
| PMN     | Sebastião Pereira Corrêa | 1 / 24  | Oposição |

## Deputados estaduais
| Número | Deputados estaduais eleitos | Partido | Votação | Percentual | Cidade onde nasceu    | Unidade federativa  |
| 25966  | Josué Filho                 | PFL     | 14.853  | 2,57%      | Manaus                | Amazonas            |
| 17333  | Mamoud Amed Filho           | PDC     | 12.601  | 2,18%      | Itacoatiara           | Amazonas            |
| 17995  | José Lupércio Ramos         | PDC     | 9.263   | 1,60%      | Tonantins             | Amazonas            |
| 15676  | Luiz Fernando Nicolau       | PMDB    | 9.176   | 1,59%      | Paraíba do Sul        | Rio de Janeiro      |
| 17805  | Sabá Reis                   | PDC     | 7.566   | 1,31%      | Parintins             | Amazonas            |
| 15982  | Betty Suely Lopes           | PMDB    | 7.401   | 1,28%      | Manaus                | Amazonas            |
| 25161  | Gláucio Bentes Gonçalves    | PFL     | 6.650   | 1,15%      | Parintins             | Amazonas            |
| 25253  | Belarmino Lins              | PFL     | 6.594   | 1,14%      | Fonte Boa             | Amazonas            |
| 15650  | Jerson Teixeira Cardoso     | PMDB    | 6.460   | 1,11%      | Rio Preto da Eva      | Amazonas            |
| 17566  | Ronaldo Lázaro Tiradentes   | PDC     | 6.068   | 1,05%      | Belo Horizonte        | Minas Gerais        |
| 45385  | Ilonita Ramos da Silva      | PSDB    | 6.040   | 1,04%      | Tonantins             | Amazonas            |
| 17615  | Eduardo Nunes de Sá         | PDC     | 5.979   | 1,03%      | Tefé                  | Amazonas            |
| 65336  | Eron Bezerra                | PCdoB   | 5.952   | 1,03%      | Boca do Acre          | Amazonas            |
| 17481  | Raymundo Lopes Nonato       | PDC     | 5.950   | 1,03%      | Manaus                | Amazonas            |
| 25792  | Manoel Maneca do Carmo      | PFL     | 5.468   | 0,94%      | Manaus                | Amazonas            |
| 17550  | Humberto Michiles           | PDC     | 5.373   | 0,93%      | São Paulo             | São Paulo           |
| 15976  | Carlos Augusto Farias Bessa | PMDB    | 4.982   | 0,86%      | Tefé                  | Amazonas            |
| 45206  | Edvar Martins de Mesquita   | PSDB    | 4.700   | 0,91%      | Guaraciaba do Norte   | Rio Grande do Norte |
| 45502  | Messias da Silva Sampaio    | PSDB    | 4.251   | 0,73%      | Manaus                | Amazonas            |
| 13970  | Sebastião de Souza Nunes    | PT      | 3.990   | 0,69%      | Itacoatiara           | Amazonas            |
| 22609  | Raimundo Nonato Oliveira    | PL      | 3.413   | 0,59%      | Manaus                | Amazonas            |
| 22735  | José Ribamar de Araujo      | PL      | 2.400   | 0,41%      | Nhamundá              | Amazonas            |
| 52472  | Miquéias Fernandes          | PST     | 2.373   | 0,41%      | Boa Vista             | Roraima             |
| 33330  | Sebastião Pereira Corrêa    | PMN     | 2.196   | 0,38%      | São Paulo de Olivença | Amazonas            |